# Christian Jost (Komponist)
Christian Jost (* 17. Oktober 1963 in Trier) ist ein deutscher Komponist und Dirigent. Er lebt in Berlin.

## Leben und Werk
Jost studierte von 1983 bis 1989 an der Musikhochschule Köln und am San Francisco Conservatory of Music Komposition, Werkanalyse und Dirigieren. Als Stipendiat wurde er u. a. von der Stiftung Kulturfonds des Deutschen Volkes und der Stiftung Kunst und Kultur des Landes Nordrhein-Westfalen gefördert.
Von 1996 bis 1998 unternahm er Reisen durch die Volksrepublik China und arbeitete dort mit chinesischen Orchestern zusammen. Er erhielt Kompositionsaufträge vieler Orchester aus aller Welt, unter anderem vom Deutschen Symphonie-Orchester Berlin, dem Shanghai Symphony Orchestra, dem Residentie Orkest Den Haag, dem Musikkollegium Winterthur, den Berliner Philharmonikern und dem Radio-Sinfonieorchester Stuttgart. Als „Composer in Residence“ verpflichtete ihn das Orchester der Beethovenhalle Bonn (2000), die Staatskapelle Weimar (2003), die Staatsphilharmonie Rheinland-Pfalz und die Deutsche Oper am Rhein Düsseldorf/Duisburg (2005), die Komische Oper Berlin (2009), die Dortmunder Philharmoniker (2011), das Nederlands Philharmonic Orkest und das National Symphony Orchestra Taiwan (2012).
Eine zentrale Bedeutung hat für ihn das Solokonzert. Er schrieb u. a. TiefenRausch für Violine und Orchester und Cosmodromion für Schlagzeug und Orchester. Die Requiem-Trilogie ist ein Zyklus von drei Solokonzerten für Blasinstrumente und besteht aus DiesIrae für Posaune und Orchester, LuxAeterna für Altsaxophon und Orchester und Pietà – in memoriam Chet Baker für Trompete und Orchester. 2007 entstand das Klarinettenkonzert Heart of Darkness für die Uraufführung durch Karl-Heinz Steffens und die Berliner Philharmoniker unter der Leitung von Simon Rattle. Ebenfalls 2007 erfolgte die Schweizer Erstaufführung der Oper Vipern in Bern sowie die Uraufführungen der Werke Konzert für Orchester in Brüssel mit dem RSO-Stuttgart unter Roger Norrington und Heart of Darkness durch die Berliner Philharmoniker mit dem Solisten Karl-Heinz Steffens unter der Leitung von Sir Simon Rattle in Berlin.
Weitere Bestandteile seines Schaffens sind Musikdramen wie Phoenix resurrexit – Odyssee in 4 Teilen, die Opern Vipern – eine mörderische Begierde in 4 Akten, die Kammeroper Death Knocks nach dem gleichnamigen Theaterstück von Woody Allen, sowie Die arabische Nacht nach dem gleichnamigen Theaterstück von Roland Schimmelpfennig, die Choroper ANGST – 5 Pforten einer Reise in das Innere der Angst für Chor, Chorsolisten, Instrumentalensemble und filmische Projektionen, als auch Kammermusik und Musik für großes Orchester wie CocoonSymphonie – 5 Stationen einer Reise in das Innere sowie das viersätzige Konzert für Orchester. Seine 2009 im Auftrag der Komischen Oper Berlin komponierte Oper Hamlet wurde in der jährlichen Kritikerumfrage der Zeitschrift Opernwelt zur „Uraufführung des Jahres“ gewählt.
Als Dirigent leitete Christian Jost u. a. das Philharmonische Staatsorchester Hamburg, die Bremer Philharmoniker, die Staatsphilharmonie Rheinland-Pfalz, die Essener Philharmoniker und das Orchester der Komischen Oper Berlin.
Jost war mit der Mezzosopranistin Stella Doufexis (1968–2015) verheiratet, die auch in seinen Werken aufgetreten ist.

## Preise und Auszeichnungen
- Stipendiat der Stiftung Kulturfonds des Deutschen Volkes und der Stiftung Kunst und Kultur des Landes Nordrhein-Westfalen
- 1999/2000 Composer in Residence des Orchesters der Beethovenhalle Bonn
- 2003 Förderpreisträger des Ernst von Siemens Musikpreises
- 2003/04 Composer in Residence der Staatskapelle Weimar. Uraufführung der CocoonSymphonie – 5 Stationen einer Reise in das Innere
- 2004/05 Composer in Residence bei der Deutschen Oper am Rhein Düsseldorf/Duisburg und der Staatsphilharmonie Rheinland-Pfalz.
- 2010/11 Composer in Residence der Dortmunder Philharmoniker mit dem Schwerpunkt der Neuproduktion der Oper Hamlet in der Regie von Peter te Nuyl und der musikalischen Leitung von GMD Jac van Steen

## Ausgewählte Werke
Bühnenwerke
- Death Knocks, „One act opera of the same named play by Woody Allen“ (2001) Auftragswerk der Niedersächsischen Musiktage
- Vipern, Eine mörderische Begierde in vier Akten nach Motiven von Thomas Middleton und William Rowley (2004) Auftragswerk der Deutschen Oper am Rhein Düsseldorf
- ANGST, „5 Pforten einer Reise in das Innere der Angst“ für gemischten Chor, Chorsolisten und Instrumentalensemble (2005) (szenisch und konzertant möglich) Auftragswerk des Rundfunkchores Berlin
- Die arabische Nacht, nach dem gleichnamigen Schauspiel von Roland Schimmelpfennig (2007) Auftragswerk des Aalto-Theater Essen
- Hamlet, 12 musikdramatische Tableaux. Libretto vom Komponisten unter Verwendung des englischen Originaltextes und der Übersetzung von August Wilhelm Schlegel, eine Auftragskomposition der Komischen Oper Berlin, Uraufführung im Juni 2009 (2009) unter Generalmusikdirektor Carl St. Clair
- Mikropolis – die abenteuerliche Insektenoper, Auftragswerk der Komischen Oper Berlin (Uraufführung Komische Oper Berlin 2011 durch Nadja Loschky). Unter demselben Titel erscheint ein auf dem Libretto basierendes Bilderbuch illustriert von Joelle Tourlonias beim Verlagshaus Jacoby & Stuart Berlin.
- Rumor Oper in 15 Szenen. Auftragswerk der Vlaamse Opera Antwerpen/Gent. Libretto vom Komponisten nach dem Roman un dulce olor de muerte – Der süße Duft des Todes von Guillermo Arriaga
- Heart Sutra Kammeroper in vier Szenen mit Prolog nach der gleichnamigen Kurzgeschichte und dem Gedicht The Love of a Falling Leaf von Zhang Ailing, Libretto von Joyce Chiou (2012) Auftragswerk des Taiwan International Festival
- Rote Laterne, Oper in einem Akt, Libretto vom Komponisten nach dem gleichnamigen Roman von Su Tong (Uraufführung am 8. März 2015 am Opernhaus Zürich unter der musikalischen Leitung von Alain Altinoglu, Regie: Nadja Loschky)
- Egmont, Auftragswerk des Theaters an der Wien, Libretto von Christian Jost und Christoph Klimke (Uraufführung am Theater an der Wien, 17. Februar 2022, musikalische Leitung: Michael Boder, Regie: Keith Warner)
- Voyage vers l'Espoir, Libretto: Kata Wéber nach dem Film Reise der Hoffnung (1990) von Xavier Koller, Uraufführung am 28. März 2023 am Grand Théâtre de Genève in Genf, Regie: Kornél Mundruczó, Dirigat: Gabriel Feltz[1]

Orchesterwerke
- The End of Game (1999)
- One small step (2002)
- Mascarade, Tableau aus der Oper Vipern (2003)
- CocoonSymphonie, Fünf Stationen einer Reise in das Innere (2003)
- Astralis (2005)
- Miserere, Klangstudie zum Qui tollis aus Mozarts Messe in c-Moll (2006)
- Konzert für Orchester (2006)
- Suspence für zwei Orchestergruppen (2009)
- CodeNine[2], Metamorphosen von vier Klangelementen der 9. Sinfonien Beethovens, Bruckners und Mahlers sowie der Unvollendeten von Schubert (2009)
- Urbanica (2021)

Solokonzerte
- TiefenRausch, Konzert für Violine und Orchester (1997)
- DiesIrae, Konzert für Posaune und Orchester (2000)
- Un lungo bacio für Sopran und Orchester (2000)
- Cosmodromion, Konzert für Schlagzeug und Orchester (2002)
- LuxAeterna, Konzert für Altsaxophon und Orchester (2003)
- Pietà, In memoriam Chet Baker für Trompete und Orchester (2004)
- Mozarts 13097. Tag, Sinfonia concertante für Violine, Viola und Orchester (2005)
- Heart of Darkness, Odyssee für Klarinette in B und Orchester (2007)

Kammermusik
- fragile eggshell mind, an epic story in three parts für Sprecher, Streichquintett, elektrische Gitarre und Klavier (1987)
- Ritual Returning, Klavierquartett I (1992)
- Odyssée surréale für 23 Solostreicher (1994)
- UhrWerk in memoriam Stanley Kubrick, Klavierquartett II (1999)
- Image & Shadows für 12 mafiotische Solocelli (2003)
- Adagio12 für 12 Solocelli (2004)
- eingefroren ... in der Erinnerung, Trio für Klarinette, Violine und Klavier (2005)
- Spinnwebwald in memoriam Akira Kurosawa, Klavierquartett III (2007)
- Sepulchral City für Klarinette, Cello und Klavier (2007)

## Hörproben
- Text zu one small step (Memento vom 1. Mai 2012 im Internet Archive) und Hörprobe dazu (Memento vom 1. Mai 2012 im Internet Archive) in der Sound Library des Verlegers Schott Music